# Ulcinjske soline
Ulcinjske soline so opuščene soline na skrajnem jugu Črne gore, blizu mesta Ulcinja v delti reke Bojane. So največje soline na Jadranu in med desetimi največjimi v Sredozemlju. Po vzoru tradicionalnih jadranskih solin so bile zgrajene v 20. in 30. letih prejšnjega stoletja, delovale pa so do leta 2013. Zaradi velike biotske raznovrstnosti so proglašene za ramsarsko mokrišče in za naravni park.

## Zgodovina
Na območju današnjih solin je bilo nekoč Zogajsko (Zoganjsko) blato, močvirje z brakično vodo, v kateri so se razmnoževali komarji, prenašalci malarije. Na ukaz kraljice Milene Petrović je bil leta 1913 izkopan drenažni kanal v morje, ki naj bi močvirje izsušil, ker pa je močvirje ležalo pod nivojem morja, ga je le-to poplavilo in zasolilo. Kanal, ki obstaja še danes, se po kraljici imenuje »Port Milena«.
Vlada Kraljevine SHS je leta 1920 naročila raziskave, ki bi ugotovile najprimernejše mesto za izgradnjo solin. Po šestih letih raziskovanja so se inženirji odločili za Zogajsko blato. Najstarejši solni bazeni s pripadajočo infrastrukturo so bili zgrajeni v letih 1926–1934, prva letina soli pa je bila pobrana že leta 1935 in je znašala 6000 ton. V desetletjih, ki so sledila, se je obrat nadgrajeval in širil, nazadnje leta 1980 ob obnovi po potresu leto prej.
V solinah, po drugi svetovni vojni poimenovanih »Bajo Sekulić« po narodnem heroju, v skoraj 80 letih delovanja soli niso pobirali le dvakrat: leta 1943 med vojno in leta 1964, ko jo je raztopil dolgotrajen dež. Rekordna letina, zabeležena leta 1952, je znašala 41 882 ton soli. Poleg turizma so soline najbolj pripomogle k sodobnemu razvoju mesta Ulcinja.
Po letu 2000 se je začela privatizacija solin, leta 2005 pa je podjetje uvedlo stečaj. Zaradi malomarnega poslovanja pod novim večinskim lastnikom in odtekanja denarja, namenjenega vlaganju v proizvodni proces, je podjetje začelo ustvarjati izgubo. Leta 2013 je bila proizvodnja soli ustavljena in soline zapuščene.

## Biotska raznovrstnost
Čeprav umetno ustvarjen in vzdrževan, so soline poseben ekosistem, ki nudi habitate številnim rastlinskim in živalskim vrstam. Solinski bazeni so imeli sezonsko dinamiko poplavljanja in izsuševanja ter različne stopnje slanosti. Tretjina solin je bila ves čas pod vodo in ni bila vključena v proizvodni proces, kar je omogočalo preživetje na vodo vezanim organizmom.
Soline so na vsej vzhodni jadranski obali eno najpomembnejših gnezdišč, prezimovališč in postaj za ptice, pomembno zlasti za selivke na jadranski selitveni poti. Z območja je znanih prek 250 vrst, od katerih jih okoli 55 tu gnezdi. 70 vrst je zavarovanih na ravni Evropske unije in vključenih v Prilogo I Ptičje direktive. Po podatkih zimskih popisov ptic se število osebkov pozimi giblje med 12 000 in 22 000, med njimi vrste kot žvižgavka, dolgorepa raca, priba, zlata prosenka, kozica, plamenec in kodrasti pelikan.
Zabeleženih je bilo 12 vrst dvoživk in 28 vrst plazilcev. Od nevretenčarjev so prisotni solinski rakci (Artemia sp.) in številne žuželke. V bazenih je bila (stanje 2018) popisana 201 rastlinska vrsta, poleg številnih slanuš (halofitov) so prisotna polja trsta, na okoliških nasipih pa so med drugim močne populacije kukavičevk.
Druga ekološko pomembna območja v bližini so Skadrsko jezero, Šasko jezero, Ada Bojana in albanska Velipoja.

## Varstvo in ogroženost
Opustitev solinarstva je območje prepustila sukcesiji, izginil je habitat plitve slane vode in mulja v solinskih bazenih, povečuje pa se količina stoječe sladke vode. Biotska raznovrstnost se s tem zmanjšuje, zmanjšal se je obisk ptic zaradi izginjanja njihove hrane, komarji kot potencialni prenašalci bolezni pa predstavljajo tudi neposredno nevarnost za človeka. Kot posledica nenadzorovane paše živine so se začeli vdirati nasipi okoli solin. Dodatno težavo predstavlja pogost krivolov na ptice.
Po privatizaciji in več neuspelih prodajah je bilo dolgo nejasno lastništvo solin, večinski lastnik podjetja pred njegovim propadom pa je leta 2008 dosegel spremembo namembnosti zemljišča, ki bi na njem omogočila gradnjo turističnih kompleksov.
Prvi akt, namenjen varovanju solin, je bil sprejet leta 1984, ko so na njenem območju prepovedali lov. Pet let zatem je bila prepoznana kot mednarodno pomembno območje za ptice. Upravni odbor solin je leta 2004 proglasil območje za zaseben naravni park, prvi svoje vrste v Črni gori. Leta 2012 je črnogorska skupščina soline prepoznala kot prioritetno področje za zavarovanje, jim v prostorskem načrtu vrnila status poljedelskega zemljišča in čez tri leta začela uradni postopek zavarovanja. Po pritožbi lastnika na ustavno sodišče so bile te odločitve razglašene za neustavne in razveljavljene. Pritisk na državo, naj območje zaščiti pred zasebnimi interesi, so stopnjevale civilnodružbene organizacije, javnost, kot tudi veleposlanica Nemčije v Črni gori, ki je zagrozila z blokado odprtja poglavja 27 (okolje in podnebne spremembe) v pristopnih pogajanjih k EU.
24. junija 2019 so bile soline proglašene za naravni park in nominirane za ramsarsko območje. Od ustanovitve je bilo izvedenih nekaj manjših obnov in sanacij, vendar park ni polno operativen, saj še ni ustanovljeno podjetje, ki bi z njim upravljalo; z njim začasno upravlja javno podjetje »Nacionalni parkovi Crne Gore«.